# Barbados National Trust
Il Barbados National Trust fondato nel 1961, è un'associazione non profit che lavora per conservare e proteggere l'eredità naturale ed artistica dell'isola di Barbados, e per pubblicizzare al pubblico la Barbados storica e i tesori architettonici. Questi includono un certo numero di cimiteri differenti, di giardini, di case storiche, di riserve naturali, di zone nei parchi, di mulini a vento e di zone costiere.
Il Trust dirige i musei che visualizzano collezioni di manufatti posseduti e fatti dai Barbadiani, così come un programma di formazione, che mette a fuoco la storia dell'isola e istruisce cosa significa il futuro.

## Le Proprietà
- Andromeda Botanic Gardens[1] - Saint Joseph
- The Arbib Nature & Heritage Trail[2]
- Gun Hill Signal Station[3] - Saint George
- Morgan Lewis Sugar Mill[4]
- The Sir Frank Hutson Sugar Museum and Factory[5] - Saint James
- The Bridgetown Synagogue[6] - Saint Michael
- Tyrol Cot Heritage Village[7] - Saint Michael
- Welchman Hall Gully[8] - Saint Thomas
- Wildey House[9]
- The Barbados Museum[10] - Saint Michael
- Codrington College[11] - Caribbean
- Francia Plantation House[12] - Saint George
- St. Nicholas Abbey[13] - Saint Peter
- Sunbury Plantation House[14] - Saint Philip